# 外遮陽
外遮陽，是在戶外設置百葉窗、捲簾等遮陽設備。
外遮陽的主要效果是具有自然的節能功效。在內遮陽的設備下百葉和窗戶之間的空氣容易受到溫室效應的影響而造成室溫高居不下。但是外遮陽的百葉窗不但可將戶外的日照隔絕，並且能夠抑制室內的空氣上昇。在使用“外遮陽”設備的情況下，最多可以節省45%的空調耗能。
一般建築物的空調耗能會受到下列三項因素所左右：
1. “室內發散熱負荷”:建築物內部的人員和機械所散發出來的熱能。
2. “新鮮外氣熱負荷”: 空調設備作空氣對流時所引進的氣體熱能。
3. “建築外殼熱負荷”: 經由建築物的牆體以及開放處(門口、窗戶等)所流入室內的熱能。

其中「建築外殼熱負荷」是可以藉由外掛以及建築物本身的設計而達到縮減空調耗能的效果 。
位於亞熱帶氣候區，過多的光和熱也會造成不舒適的感覺，尤其在夏季，炙熱的豔陽總是令人避之唯恐不及，大部分的人為了躲避它而待在屋內，然而如果建築物本身對於太陽缺乏良好的遮蔽裝置，導致陽光直接進入室內，若再加上空間密閉且缺乏通風，將會使得室內溫度不降反升，讓人如同身處高溫的烤箱中，造成許多人只好用冷氣來降低室內溫度，如此一來，使得室外的溫度更加提高，冷氣用電居高不下，如此依來造成惡性的循環。所以想要降低室內溫度，空調只是治標的方法，阻擋過多的太陽輻射熱進入室內才是最根本的解決之道。